# Oryzias matanensis
Oryzias matanensis é uma espécie de peixe da família Adrianichthyidae.
É endémica da Indonésia.